# Taka Kuni
Le prince Taka Kuni (久邇宮多嘉王, Kuni-no-miya Taka-ō), 17 août 1875 – 1er octobre 1937, est membre de la branche collatérale Kuni-no-miyade la famille impériale du Japon. Il sert comme prêtre en chef (saishu) du temple shinto Ise-jingū de 1909 à sa mort en 1937.

## Jeunesse
Le prince Taka Kuni naît à Kyoto, cinquième fils du prince Kuni Asahiko, un descendant de la lignée shinnōke Fushimi-no-miya. Sa mère est Izumitei Shizue, deuxièe filel d'Isumitise Shun'eki, kannushi (prêtre] au Kamo-jinja à Kyoto.
Il est demi-frère des princes Kaya Kuninori, Kuniyoshi Kuni (père de l'impératrice Kōjun), Nashimoto Morimasa, Asaka Yasuhiko et Naruhiko Higashikuni.
Le prince Taka atteint sa majorité à l'époque où les oligarques Meiji estiment politiquement opportun de rompre les liens historiques entre le bouddhisme et la maison impériale ; utilisent l'empereur et la famille impériale comme symboles de l'unité nationale  en les faisant servir dans l'armée et en accroissant la taille de la famille impériale en permettant la création de nouvelles maisons princières à partir de la maison Fushimi-no-miya. Le cheminement de carrière du prince Taka est à plusieurs égards un peu inhabituel pour la fin de l'ère Meiji. Premièrement, contrairement à ses demi-frères et autres princes de cette génération, il n'a jamais occupé de fonction dans l'armée. Deuxièmement, l'Empereur Meiji ne lui demande pas directement de former une nouvelle famille princière ou de descendre à un titre de pairie kazoku. Au lieu de cela, il reste dans la famille impériale bien que son demi-frère, le prince Kuniyoshi Kuni, succède au titre  Kuni-no-miya en 1891. Troisièmement, tandis que son père et ses demi-frères déménagent vers la nouvelle capitale, Tokyo en 1892, le prince Taka continue à résider à Kyoto, sauf pendant une brève période en 1895 quand il sert un mandat à la Chambre des pairs.

## Mariage et famille
Le 9 mars 1907, le prince Kuni Taka épouse Minase Shizuko (1er septembre 1884 – 27 septembre 1959), fille ainée du vicomte Minase Tadasuki. Le couple a cinq enfants : deux filles qui entrent par mariage dans des maisons kazoku, un fils mort enfant et deux autres fils qui quittent la Maison impériale et reçoivent la pairie à l'âge adulte :
1. Princesse Hatsuko (発子女王?), 16 avril 1911 – 26 juin 1915.
2. Prince Yoshihiko (賀彦王?), 28 mai 1912 – 18 juin 1918.
3. Princesse Kuniko (恭仁子?), 18 mai 1917– 6 juillet 2002 ; mariée le 2 avril 1939 au prince Nijō Tanemoto (10 juin 1910 - 28 août 1985).
4. Prince Iehiko (家彦王?), 17 mars 1920 - 24 octobre 2008 ; renonce au titre impérial et est fait comte Uji en octobre 1942; marié à Kazuko (26 juin 1926 - ), troisième fille du prince Nobusuke Takatsukasa.
5. Prince Norihiko (徳彦王?), 22 novembre 1922 - 7 février 2007, renonce au titre impérial et est fait comte Tatsuda le 7 juin 1943 ; adopté par Nashimoto Itsuko, veuve de l'ancien prince Nashimoto Morimasa,  28 avril 1966 et change de nom pour celui de Nashimoto; actuel chef de l'ancienne maison Nashimoto-no-miya; marié à Tokyo en 1945 (divorcés en 1979) avec la princesse Masako Kuni (8 décembre 1926 - ), fille ainée du prince Asaakira Kuni ; elle a trois enfants : Norihisa, Toyoko et Kayoko.

Le prince agit en tant que grand dépositaire et prêtre des sanctuaires d'Ise en septembre 1909 en raison de la maladie de son demi-frère, le prince Kuniyoshi Kuni et assume cette fonction de façon permanente à la suite de la mort de Kuniyoshi.

## Source de la traduction
- (en) Cet article est partiellement ou en totalité issu de l’article de Wikipédia en anglais intitulé « Prince Kuni Taka » (voir la liste des auteurs).